# Agabus ramblae
Agabus ramblae là một loài bọ cánh cứng trong họ Bọ nước. Loài này được Millán & Ribera miêu tả khoa học năm 2001.